# Antitype jonis
Antitype jonis är en fjärilsart som beskrevs av Julius Lederer 1865. Antitype jonis ingår i släktet Antitype och familjen nattflyn, Noctuidae. Inga underarter finns listade i Catalogue of Life.